# تيموثي ويليامسون
تيموثي ويليامسون (بالإنجليزية: Timothy Williamson)‏ هو فيلسوف بريطاني، ولد في 6 أغسطس 1955 في أوبسالا في السويد.

## وصلات خارجية
- الموقع الرسمي